# Julian Wałdowski
Julian Wałdowski (ur. 13 listopada 1854 w Szabdzie, zm. 23 maja 1912 we Wrocławiu) – polski malarz, czynny głównie we Wrocławiu, specjalizujący się w malarstwie religijnym.

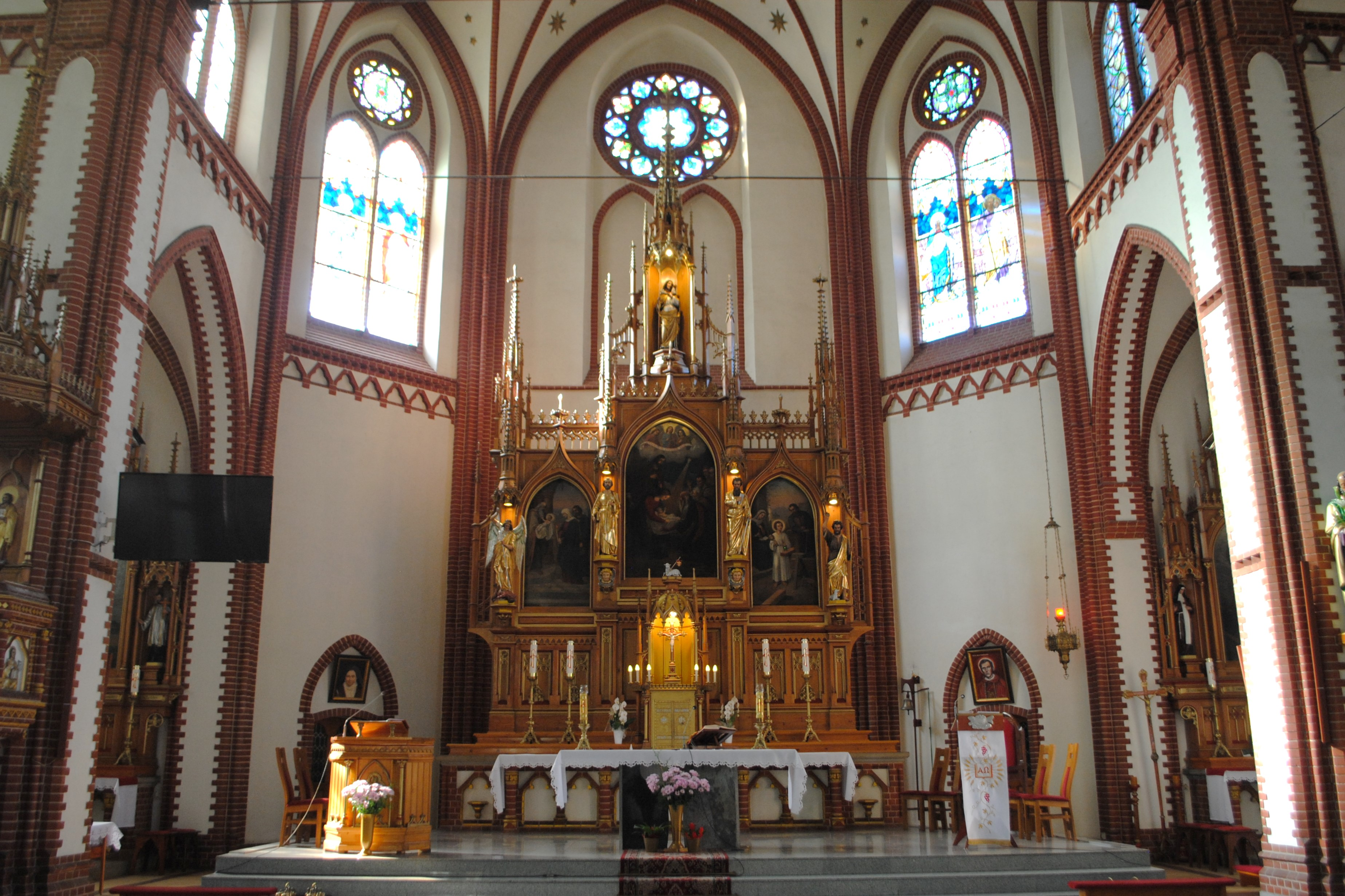
Ołtarz główny kościoła pw. św. Józefa w Katowicach z obrazami autorstwa Juliana Wałdowskiego

Urodził się w rodzinie chłopskiej, od 1864 r. przez dwa lata uczęszczał do gimnazjum w Kurzętniku. W 1871 r. zaczął studia malarskie w Akademii Sztuk Pięknych w Düsseldorfie, ucząc się tam do 1876 r. m.in. u Andreasa Müllera i wiążąc się z malarstwem nazarejczyków, a kończąc edukację na Akademii Sztuk Pięknych w Monachium. W latach 80. XIX w. mieszkał i tworzył w Toruniu, a na przełomie lat 80. i 90. w Berlinie. W roku 1893 przyjechał do Wrocławia, gdzie założył pracownię malarską i mieszkał do śmierci. W pracowni wrocławskiej malował obrazy o treści religijnej dla instytucji katolickich Śląska. Według szacunków na rok 1900 stworzył obrazy dla 79 kościołów na Śląsku. Był też autorem obrazów wielu kalwarii. Oprócz tego wykonywał renowacje starych obrazów oraz, w niewielkim zakresie, malował portrety. 
Życiu i twórczości Wałdowskiego poświęcono m.in. artykuł Mańkowskiego: Julian Wałdowski, pomorsko-śląski malarz religijny: (1854–1912) (Drukarnia i Księgarnia w Pelplinie Sp. z o.o., 1939 r.), w którym autor podaje spis dzieł artysty. 
Wybrane dzieła:
- tryptyk maryjny z 1905 i obraz "Nauczanie Marii przez św. Annę" (zachowane, kościół św. Elżbiety we Wrocławiu przy Grabiszyńskiej))[2],
- obraz ołtarzowy św. Marii Magdaleny w kościele w Boroszowie[3],
- obraz św. Brunona z 1912 r. w kościele w Giżycku określony przez Jasińskiego jako jedno z najpopularniejszych wyobrażeń tego świętego w Polsce[3],
- obraz ołtarzowy św. Marii Magdaleny dla kościoła franciszkańskiego na Górze św. Anny i obraz na blasze miedzianej Sąd Piłata dla kaplicy Piłata w kalwarii na Górze Świętej Anny,
- cykl obrazów ołtarzowych (ołtarz główny i cztery ołtarze boczne) w kościele pw. św. Józefa w Katowicach[4].